# 守屋輝彦
守屋 輝彦（もりや てるひこ、1966年〈昭和41年〉11月9日 - ）は、日本の政治家。元神奈川県小田原市長（1期）、元神奈川県議会議員（2期）。

## 来歴
神奈川県小田原市に守屋喜代松（のち小田原市議会議員）の次男として生まれる。小田原市立芦子小学校、小田原市立白山中学校、神奈川県立小田原高等学校、東京電機大学工学部建築学科卒業。東京大学大学院工学系研究科都市工学専攻修士課程修了。
1992年（平成4年）、神奈川県庁入庁。都市計画課配属。2010年（平成22年）、退職。
2011年（平成23年）、神奈川県議会議員選挙に無所属で立候補し、初当選。2015年（平成27年）、自由民主党公認で立候補し、2期目の当選。
2020年（令和2年）5月17日執行の小田原市長選挙に自民党の推薦を受けて立候補。労働組合の小田原・足柄地域連合から推薦を受けた現職の加藤憲一を僅差で破り、初当選を果たした。5月24日、市長就任。
※当日有権者数：159,323人 最終投票率：46.79%（前回比：＋4.92pts）
| 候補者名 | 年齢 | 所属党派 | 新旧別 | 得票数   | 得票率 | 推薦・支持         |
| -------- | ---- | -------- | ------ | -------- | ------ | ------------------ |
| 守屋輝彦 | 53   | 無所属   | 新     | 37,245票 | 50.37% | （推薦）自由民主党 |
| 加藤憲一 | 56   | 無所属   | 現     | 36,701票 | 49.63% |                    |

2023年（令和5年）12月、任期満了に伴う小田原市長選挙に再選を目指し、無所属で立候補すると表明した。
2024年（令和6年）5月12日、市長選挙が告示され、守屋は自由民主党、日本維新の会、国民民主党、連合神奈川、小田原・足柄地域連合の推薦を得て立候補した。そのほか、元職の加藤憲一、日本保守党特別党員の古川透が立候補の届け出をした。5月19日投開票。守屋は元職の加藤に大差で敗れた。
※当日有権者数：157,448人 最終投票率：48.17%（前回比：1.38pts）
| 候補者名 | 年齢 | 所属党派 | 新旧別 | 得票数   | 得票率 | 推薦・支持                                               |
| -------- | ---- | -------- | ------ | -------- | ------ | -------------------------------------------------------- |
| 加藤憲一 | 60   | 無所属   | 元     | 46,038票 | 61.22% |                                                          |
| 守屋輝彦 | 57   | 無所属   | 現     | 25,528票 | 33.95% | （推薦）自由民主党、日本維新の会、国民民主党、連合神奈川 |
| 古川透   | 64   | 無所属   | 新     | 3,630票  | 4.83%  |                                                          |

## 政策・主張

### 世界が憧れるまち”小田原”
小田原市長就任当初から「世界が憧れるまち”小田原”」を提唱している。
2022年度を初年度とし、「世界が憧れるまち“小田原”」の実現に向けた2030年までの市政運営全般の取り組みを総合的にまとめた第6次小田原市総合計画「2030ロードマップ1.0」を策定。

### 子育て支援

#### デイサービス型の産後ケアサービス
2021年10月より、育児不安や出産・育児の疲れから体調がすぐれなかったり、心も体も不安定になる産後の母親を対象として、助産院で助産師のケアを受けられるデイサービス型の産後ケアサービスを開始。
2024年4月、利用者の経済的負担の軽減などを目的に、1回6時間あたりの利用額を5,400円から2,900円に引き下げることを発表した。

#### 宿泊型・訪問型の産後ケアサービス
2024年、生後１年未満の乳児とその母親に対し心身のケアなどを行う産後ケア事業について、新たに利用者が医療機関などに宿泊するショートステイ型と、助産師が利用者の家に訪問するアウトリーチ型の産後ケアサービスを開始を発表。
また、2021年より開始したデイサービス型の産後ケアサービスと併せて、それぞれのサービスは３回を上限として利用回数をあわせて７回へ増やすとした。守屋は会見で、「豊かな環境の継承、生活環境の向上、地域経済の好循環、こういったものをまちづくりの目標に掲げていたが、しっかりと進捗をしている。 （１期目は）難しいタイミングでのスタートだったが、将来に向けての歩みを着実に動き出していると実感している」と話した。

### 交通の利便性への取り組み

#### おだタク・おだチケ事業
日中に路線バスの運行していない空白時間帯が生じている地域や、駅・バス停から離れている地域で、地域のニーズと実情に応じた移動支援策を選定するため、2024年11月から2024年4月まで「おだタク・おだチケ実証事業（第１弾）」として、相乗りタクシー「おだタク」の運行とタクシー・路線バス共通助成券「おだチケ」の配付を実施。
2024年4月には対象エリア、対象年齢を拡大。守屋は「市内全域の交通環境や実証事業をしっかりと分析し、交通事業者と連携しながら、AI オンデマンドバスや自動運転技術の導入など、誰もが移動に困らない地域を目指す」と述べている。

### 環境への取り組み

#### 「ゼロカーボン・環境共生推進本部」を設置
2022年5月、小田原市役所内に庁内全部局長がメンバーとなり部局横断的に地域脱炭素化促進事業に関する意見聴取や合意形成等を図るとともに、国や神奈川県、必要な許認可権者等との連携・調整を行う「ゼロカーボン・環境共生推進本部」を設置。

#### 環境省の脱炭素先行地域に選定
2022年12月、環境省が全国の自治体を対象に募集する「脱炭素先行地域」に選定された（東京電力パワーグリッド株式会社小田原支社との共同提案）。脱炭素先行地域は、2050年カーボンニュートラルに向けて、2030年までに民生部門（家庭部門及び業務その他部門）の電力消費に伴うCO2排出の実質ゼロを実現するとともに、運輸部門や熱利用などの温室効果ガス排出削減についても、地域特性に応じて実現する地域です。国は、少なくとも100か所の脱炭素先行地域を選定し、積極的な支援を通じて多様な地域における地域課題を同時解決し、住民の暮らしの質の向上を実現しながら脱炭素に向かう取組の方向性を示すこととしている。

#### 重点対策加速化事業及び脱炭素先行地域
2022年、環境省から選定された、脱炭素移行・再エネ推進の『重点対策加速化事業』にて５年間で最大15億円、『脱炭素先行地域』は５年間で最大50億円の財源を確保。２つの選定を受けているのは全国でも小田原市、札幌市、京都市の3市のみである。

#### ゼロカーボン・デジタルタウン創造事業
市は「2050年脱炭素社会実現」に向けた取組を大きく加速させるため、2030年を目標に「ゼロカーボン」と「豊かな暮らし」との両立を最先端のデジタル技術によって実現する新しいモデルタウン「ゼロカーボン・デジタルタウン」の創造に取り組んでいる。
また、モデルタウンで得られた成果を市内外に横展開していくことで、世界のカーボンニュートラルの実現に貢献していくとしている。
ゼロカーボン・デジタルタウンの計画候補地は小田原市扇町一丁目4-6の小田原少年院跡地であり、広さは約2.24ha。2023年9月現在の所有者は財務省となっている。土地の取得費用に関しては小田原市議会でも話に上がっており、武松忠市議が2022年12月定例会で「少年院跡地の面積と地価公示による跡地全体の価格を伺います。」という質問を行った。
それに対し、市は「跡地の面積は、関連施設等の用地も含めて全体で約2.5ヘクタールでございます。地価公示価格につきましては、あくまでも参考となりますが、国が公表している少年院跡地近傍の地価公示価格の平均は、平米当たり約15万円であり、跡地全体の価格はこの単価に面積を乗じた額が基本となります。」と答えたことを受け、武松忠市議は「敷地全体の価格、明確なお答えをもらえなかったのですけれども、国が今後不動産鑑定をやって決めるものだというのは分かっています。分かっていますけれども、説明が、2.5ヘクタールで平米単価15万円というと、単位が違うのでやりにくいのですけれど、確認させていただきますけれど、２万5000平方メートルで単価15万円だと37億5000万円でよろしいでしょうか伺います。」と再度質問を行った。それに対し市は「そのようにお考えいただいて結構です。」と回答している。
小田原市の令和5年度の一般会計の当初予算額は748億円になるので、今後行われる予定の土地取得費用に関する約38億円の金額は一般会計予算の5%を占める。小田原市の予算規模に対する他の事業費と比較すると、「農林水産業費」は10億1千万円、「商工費」は16億３千万円、「消防費」は26億円であり、これらの事業を土地の取得費用だけで上回る事業規模となる。
用地に関しては、想定用地に対する接道に関する道路用地も必要であるとされており、令和５年６月定例会において、岩田泰明市議から「少なくとも用地取得の有無と道路整備の有無並びにそれを踏まえた現時点での最低必要額の見込みについては明らかにできると思いますし、また、それを求めているわけでございます。市の言う『様々なパターンを検討する』とは、『用地を取得し、道路も整備する』、『用地を取得するが、道路は整備しない』、『用地は取得しないが、道路は整備する』、『用地も取得せず、道路も整備しない』の４分類のいずれを指すのか、明確に示されたい。」質問があり、市は「本事業は、『用地を取得し、道路を整備する』ことが必要であると考えてございます。」と回答している。
想定用地の周辺道路の整備に必要な用地は一般住宅などが建設されている民有地になるが、2023年9月現在、市が公開している「ゼロカーボン・デジタルタウン基本構想（素案）」においてもその範囲などは示されていない。
また、本事業は小田原市議会でも賛否が分かれており、令和５年３月定例会においては、本予算を含む一般会計予算に反対する市議が居た。小谷英次郎市議は「公共がやるべき意義が見いだせない事業が数多く見受けられ、将来に禍根を残す予算だと考えるからです。まず、ゼロカーボン・デジタルタウン創造事業について。地球温暖化というグローバルな危機に対応するため、各地方自治体で二酸化炭素の排出をゼロにしようと挑戦する意義は認めます。しかし、公共事業として行う場合は、なぜそうした税金を投入するのか、費用対効果を見極めることは当然ですし、その意義を市民に説明する責任が行政には伴います。そうした観点からすると、守屋市長が進めようとしているゼロカーボン・デジタルタウン創造事業の推進には、大いなる疑念を禁じ得ません。市としての基本理念の欠如は驚くばかりです。美しいスローガンに酔いしれているのではないかと心配になるほどです。5500万円も使って東京のコンサルタントに構想段階から丸投げ状態、10月に出された未来会議のイメージパースと大きくかけ離れた極めて小規模なものしかつくれない想定にもかかわらず、市民への丁寧な説明が欠けています。公共が行う意義が見いだせず、官主導で計画策定段階から用地取得、事業手法、道路整備など懸念点ばかりのこの開発事業に、来年度だけで5500万円の市税を投じることの意味はどこにあるのでしょうか。また、総括質疑において、予算総額が全く見えてこないという答弁でした。用地取得だけで38億円と既に試算されております。これだけの投資に対して、再生産性、費用対効果が全く見えませんでした。地方自治体は公共事業体であって、営利を目的とする民間デベロッパーではありません。自治体が本来の業務でないことに力を投入することの逸失利益も考慮すべきと考えます。莫大な市の予算が使われ、費用対効果が今現時点において具体的に述べられていない以上、この予算に賛成することはできません。大阪府吹田市、神奈川県藤沢市、静岡県裾野市など先進事例は、いずれも民間企業が主体となり、自社の工場跡地に未来都市を建設、行政はその補助を行っているだけです。わざわざ小田原市が莫大なお金を払って用地を取得、民間企業のお膳立てをする必要はないと考えます。」と発言し、鈴木敦子市議、安野裕子市議、岩田泰明市議も反対の立場を表明した。
　それに対し、宮原元気市議は、「来年度のこの当初予算全般についてですけれども、市や市民、そして議会のニーズを捉えた結果である、また、これから本市がまちの魅力を高めて世界的トップランナーになっていくのだという決意の予算が数多くあり、このことに公共が資する理由は明白であると考えます。野球にしましても、草野球を目標にしていてどうするのでしょうか。やはり少年たちがＷＢＣに出たい、優勝したいという明確な高い目標、意志があったからこそ、あのようなすばらしい結果につながったのではないでしょうか。ウィズコロナに対応していくとともに、ポストコロナを見据えて、これまでにまいてきた種を市民と一緒に育て、小田原の魅力や強みを最大限に伸ばしていくことで、全ての市民が住み続けたいと感じる『世界が憧れるまち“小田原”』の実現に向け、市政を推進するとされております施政方針のとおり、極めて適正かつ妥当な予算編成であると強く申し上げまして、賛成の討論とさせていただきます。」と賛成の立場を表明している。
2023年9月現在までに計上している予算については、2022年度は1,540万円、2023年度は5,553万2千円の予算を計上し、2030年のまちびらきに向けて順次事業を進めている。

### 観光誘致

#### 小田原eスポーツ
市は若年層を中心とした誘客・回遊性向上を目指し、eスポーツを活用した観光誘客事業「小田原eスポーツ」として様々な事業を展開。
イベントとしては、2022年2月にプレイベント「eスポーツ小田原の陣～ぷよぷよ体験会～」を実施し、2023年3月 小田原城址公園二の丸広場で小田原市初主催となるeスポーツ大会「小田原eスポーツ2023～春の陣～」を開催。
2022年12月におだわらイノベーションラボ内にeスポーツの練習・体験が無料でできる「e-zone」をオープン。
2023年11月 市内高校におけるeスポーツ部の創部支援として、ハイスペックなゲーミングパソコンなどeスポーツが行える機器一式の無償貸出を開始。
また、eスポーツの年齢・性別・障がいの有無などをボーダレスに楽しめるという特性を生かし、観光分野だけに留めず福祉分野において新たに活用する試みを開始している。

### 災害対策への取り組み

#### 電気自動車（ＥＶ）を核とした災害対策
市は電気自動車（ＥＶ）を核とした災害対策として、2020年7月に日産自動車と、2020年9月に三菱自動車に協定を結び、停電した避難所などにＥＶを派遣し、給電する体制を整えた。両社とそれぞれタッグを組む自治体は、神奈川県内で初めて。日産自動車及び系列販売会社との協定は災害時、市内の販売店の急速充電器をシェアＥＶ百台に開放する内容。市は百台を避難所などへ配置し、非常電源とする。また販売店は、必要なＥＶを市へ貸与する。三菱自動車及び系列販売会社との協定では災害時、蓄電に加え発電もするＥＶを市へ優先貸与する内容。電力とガソリンの両方が動力源の四駆車で、電気がなくなってもガソリンでエンジンをかけて発電、蓄電もする。コンセントは車内に二カ所あり、満タンで一般家庭十日分の電力を賄う。

#### 風水害発生時の自家用車用車中における一時避難施設としての使用に関する協定
2020年7月20日、市は下府中地区自治会連合会、株式会社ダイドーフォワードの３者で災害時の車中避難に関する協定を締結。市内の商業施設「ダイナシティウエスト」の立体駐車場（七百五十台）を災害時、車両の一時避難所とすることで合意した。避難所開設時は、ペット用トイレエリアも設けられる。守屋は「電気に加え安心も届けたい。ＥＶを避難訓練に取り入れたい」と語った。

### デジタル化によるまちづくり

#### デジタル田園都市国家構想
デジタルを活用した意欲ある地域による自主的な取組を応援し、「デジタル田園都市国家構想」を推進するため、デジタルを活用した地域の課題解決や魅力向上の実現に向けた地方公共団体の取組を国の交付金により支援する「デジタル田園都市国家構想交付金」において、小田原市は2023年度に事業規模約6.7億円（総事業費670,365千円、採択額445,361千円）で、デジタル実装タイプTYPE1及びTYPE3に採択された。デジタル実装タイプTYPE３での小田原市の採択額は全国1位となっている。

#### スーパーシティ型国家戦略特別区域の指定に応募
2021年4月20日、国が公募していた「スーパーシティ型国家戦略特別区域の指定」に応募したと発表。全国31の地方公共団体が応募し、県内では小田原市と鎌倉市が参加した。
2021年４月時点の応募では、「小田原が有するポテンシャルに、デジタル技術とデータ活用をスーパーシティ構想に基づき総合的かつ計画的に組み合わせることで、縁ある人すべてを守り、未来を輝かせる『クリーン＆スマート城下町“ODAWARA”』の実現を目指します。」としていた。
また、2021年８月に行われた国の専門調査会で出席者から、大胆な規制改革の提案が乏しいなどの声が挙がり、再提案を求めることとされたことを受け、2021年10月15日に小田原市は再案を提出した。
この再案において、前述されている「ゼロカーボン・デジタルタウン構想」が示されることとなる。
なお、2022年3月10日に、国家戦略特区諮問会議において、つくば市及び大阪市をスーパーシティ型国家戦略特区と指定することが決定された。

### その他

#### ドッグランの開設
2022年にドッグランを上府中公園で試行的に開催した。2022年度の参加頭数に関しては令和５年３月予算特別委員会において小谷英次郎市議から質疑があり、市は、「令和４年度に開催したドッグランに参加した犬の頭数についてでございますが、延べ頭数では、６回開催で653頭ございました。これを、参加者アンケートによりますと、再利用率が約30％でございましたため、参加実頭数は450頭程度と推測しているところでございます。」と回答している。それを受け、「小田原市の犬の9700頭の中で、450頭程度のみということでした。費用対効果の部分に懸念がございます。」と効果に疑義が呈される小谷英次郎市議からの応答もあった。
なお、市は「令和４年度に試行的に開設したドッグランを、開設回数や開設場所を増やして実施し、市民の利便性向上を図ります。」とし、2023年度には関連予算が2160万3千円計上されている。

#### 新型コロナウイルス感染症への対策
・2020年5月28日、新型コロナウイルス対策の財源に充てる。め、自身の6月から8月までの月額給与を50％減額する条例案を市議会臨時会に提出した。副市長については20％、教育長については10％減額する。同日、同条例案は可決された。なお、市議会議員の6月期末手当を減額する条例も同日に可決された。
・2020年7月16日、国の特別定額給付金について、2世帯の計6人に二重払いするミスがあったと発表。対象世帯は返還について了承しているという。

#### ウクライナへの支援
2022年7月、守屋は神奈川県庁を訪問し、同年2月より始まったロシアの軍事侵攻を受けているウクライナ支援で集まった寄付金399万3千円を日本赤十字社神奈川県支部長である黒岩祐治神奈川県知事に届けた。このうち約370万円は、ふるさと納税の仕組みを活用して小田原市が取り組みんだもので、3月25日からふるさと納税ポータルサイトを通じて寄付の呼び掛けを開始し、事務や決済の手数料は市が負担することにより、5月2日までに567万6千円が受け付けられた。小田原市内への避難者支援に充てられる200万円を除いた金額が日赤へ寄付された。「市町村単位でのこのような寄付は初めてだ」という黒岩知事に対し、守屋は「市内24カ所に設置した募金箱とふるさと納税を活用した。自分たちができることを考え、平和な社会の実現に力を尽くしていきたい」と語った。

#### 政策監の設置
2020年6月25日の市議会定例会で、市長直属の特別職として新たに「政策監」を設置する条例、同職の採用に関連する補正予算を可決した。新たな条例では政策監の役割を「市政運営における重要施策に関する調査、調整等を行わせる」としている。守屋は翌26日付で、八木大二郎を同職に任命した。
八木は旧城山町職員から町議に転身し、相模原市との合併問題で町論が二分していた2006年、合併推進を掲げて旧城山町長選に挑み、42歳で旧城山町長の座に就いた。合併実現後は相模原市議を務め、さらに2011年、2015年の県議選で当選し、県議を務めた。県議2期目の途中に、2019年に実施された相模原市長選に立候補したが、得票数は4人中4位の最下位であり、落選した。
八木は県議時代の2018年10月13日に、市民団体「相模原市議会をよくする会」の発行する機関誌「The Gallery 第77号」にて、同年7月23日に挙行された「津久井やまゆり園事件追悼式」の当日に、山梨県内のゴルフ場で神奈川県議、相模原市議、民間業者などを含む12名でゴルフをしていたことが「厳粛な追悼式よりゴルフ場を選んだ人たち」として言及されている。「津久井やまゆり園事件追悼式」は、主催は神奈川県、相模原市、社会福祉法人・かながわ共同会の3団体で、黒岩祐治神奈川県知事、加山俊夫相模原市長（当時）、市議会議員、一般市民ら約700人が参列したとされている。
八木は「ともに生きる社会の推進及び津久井やまゆり園等の障害者支援のあり方」をテーマとした「ともに生きる社会かながわ憲章推進特別委員会」の委員長を務めており、、追悼式の行われる1か月前の2018年6月1日の相模経済新聞の記事に、「一昨年7月に起きた『津久井やまゆり園』での凄惨な事件には大きなショックを受け、再発を防ぐため『憲章』の制定を提案。『ともに生きる社会かながわ憲章』を議決・制定する推進役を担った。その後、憲章実現に向けた特別委員会が設置され委員長を務めることになる。
『二度とこのような事件が起こらないように県と議会が一体となって啓発に力を入れています』と現況を語る。」と掲載されている。
守屋、八木は2011年の神奈川県議会選挙で当選した同期であり、守屋は県議時代にX(旧twitter)で、2018年12月22日に「同期で控室の席が隣の八木大二郎県議が、相模原市長選に挑むため自民党県議団を離団する決意を固めました。2期8年行動を共にしてきた同志の決断を高く評価します。激戦の市長選を制するために、同期として一生懸命応援いたします。頑張れ、大ちゃん。」、2019年2月24日には「相模原市長選挙立候補予定者の八木大二郎さんの事務所開きに出席。自民党県議42名で構成する、八木大二郎君を応援する自民党県議会議員有志の会会長として、ご挨拶させて頂きました。引き締まった事務所開きに選対の気持ちが伝わってきました。告示まで後1カ月頑張ろう」と投稿し八木の相模原市長選出馬を応援していた。
政策監の報酬に関しては、令和4年3月予算特別委員会において、岩田泰明市議が質問しており、市は926万1000円を計上していると回答している。
政策監を巡っては小田原市議会において、市議から賛否両論の発言が行われている。
否定的な発言の例として、令和4年3月定例会においては小谷英次郎市議が 「個人質問でも市長の政治姿勢を伺いましたが、選挙公約に一切なかったこの政治的任用を、お友達人事と捉えている市民の方はとても多いのが現状です。また、私の一般質問に対し、市長の最大の選挙公約であった新型コロナウイルス感染症対策に対して、政策監の仕事であるといった答弁は一切ありませんでした。議会制民主主義は政党政治を基本としています。だから、政治家である市長が、所属する政党の党員を要職に起用すること自体は責められることではありません。しかし、特定の人や特定の政党を利するような税金の使われ方であっては、市民の納得は得られません。費用に見合う効果が明確に示されない限り、政策監職は不要と考えます。」と発言している。
一方、肯定的な発言の例として、令和5年3月定例会においては奥山孝二郎市議が「言い回しがちょっとユニークですけれども、守屋マジックとしか、私は思えない。その種明かしをお聞かせ願えればなと思います。これが1点目。もう一つは、市長の口からなかなか言いにくいかと思いますが、あえて私、言わせていただきますが、その守屋マジックの理由として、1点目は、市長就任時、政策監を登用されたこと、これもあるいは、今、述べた国庫支出金がアップした、寄与するところもあるのではないかなと思いますが、その辺の見解を伺います。3点目に、やはりこれから述べられるかと思いますが、どうして、先ほど言いましたけれども、特に国・県からのそういった補助金等が得られたことを、もっともっと私は、市民にPRしたほうがいいと思います。2番目に言いました、当初、政策監登用について賛否両論ありましたけれども、でも、もしこういう形で寄与して、これだけ市民のために貢献されたことは、やはり、どんどんどんどん市民にいろいろな媒体を使ってでもいいから周知、市民に知っていただくことが必要ではないかと思いますが、その辺の見解を伺いたいと思います。」と発言している。

#### 民間企業から事業コーディネーター任命
2021年6月3日、市が抱える問題解決の担い手として、民間企業で活躍する人材のスキルや経験を市の事業や施策に生かす「事業コーディネーター」の募集を開始。これは「副業」として企業に所属しながら関わることが特徴で、県西部では初の取り組みであった。「移住定住」、「市役所内の女性活躍推進」、「公民連携推進」の3部門に合計1,014人の応募から3人の事業コーディネーターが選定され、同年10月７日に市役所で就任式を行った。

#### 連携協定等
- 2020年7月31日、小田原市は日産自動車等と電気自動車を活用した災害連携協定を締結した[72]。
- 2020年12月2日、小田原市は慶應義塾大学SFC研究所と自動運転やドローンといった先端技術分野に関する包括連携協力協定を締結した[73]。
- 2021年4月20日、小田原市はキリンホールディングスと包括連携協定を締結した[74]。
- 2021年4月27日、小田原市は富士フイルムと包括連携に関する協定を締結した[75]。
- 2021年4月28日、小田原市は京セラ、REXEV、湘南電力、A.L.I.Technologiesと地域マイクログリッドを活用したエネルギーマネジメント事業に関する協定を締結した[76]。

### 市立病院再整備を巡る報道
2026年に開業予定の小田原市立病院の再整備計画を巡り、守屋輝彦市長らが2021年10月20日に開催された新病院建設事業第3回事業者選定委員会の直前の、10月18日に応募業者のうちの1社を訪れていたことが、2022年7月21日に、神奈川新聞により報道された。「市幹部からは『（産官癒着など）あらぬ臆測を呼びかねず不適切な行動だった』との声も上がる」との報道内容であったことに対し、市側は神奈川新聞に対し抗議文を提出した。抗議文では、「記事はあたかも不正があったような印象を与える」と指摘し、事業者への訪問は市が取り組むスーパーシティ構想の「ゼロカーボン・デジタルタウン」に関連した最先端技術による高層木造建築の視察が目的で新病院建設とは全く無関係であること、記事は審査を行った委員の名誉を大きく傷つけるなどと列挙し、「到底容認できるものではない」とした。また、この問題を巡っては、市民有志が2021年11月に、応募業者の訪問日に関する市幹部の出張書類を情報公開請求したが、訪問先が黒塗りされていたため市情報公開審査会に不服申し立てを行い、審査会が2022年6月に非公開処分を取り消し、訪問先が公開された経緯もあった。

### 市長肝いり事業の清閑亭の民間活用をめぐる諸問題
旧小田原城三の丸の城郭上にある清閑亭（旧黒田長成邸、国の登録有形文化財）の民間活用について、守屋の肝いりの形で2021年より民間提案制度を導入し、民間事業者に対して利活用する為のプロポーザル方式による募集を行い、同市内に本社を持つ飲食業を営む民間企業の提案を採択し、2021年12月に小田原市と協定を締結。2024年3月より日本料理店として営業する事となった。
しかし、3月25日の営業開始を前に、営業許可が出る1週間前から会費を徴収して料理を振る舞っていたことが市の調査で判明し、小田原保健福祉事務所から「無許可営業」として厳重注意を受けている。市側は「市として確認不十分だった」と謝罪している。
その後、市が民間からの提案募集段階で禁止していた国指定史跡内の増築を、業者選定後に業者の要望で一転して認めていたことが同年4月に判明した。同店内で水炊き料理が供されることになっており、当初は電磁誘導加熱（IH）コンロを使って主屋内で調理するとしていた。しかし業者側の「IHでは水炊き料理の火力が足りない。ガス火を使うので主屋の外側に厨房が必要」との業者側の意向から、厨房を小田原城跡の土塁の上に建設する事態となり、市も容認した。近隣住民らは「景観にもそぐわず、市民の憩いの場が一企業の利益に独占されている」と反発を集める事態となった。
無許可営業の件に関して、小田原市議会では「業者選定のプロセスが杜撰」として、複数の市議が市に第三者委員会による調査を求めたが、市側は拒否の姿勢を示した。また、庭園の維持管理費が市の負担にもかかわらず、庭に続く門が業者に閉め切られるなど実質的に自由に立ち入りできない状態であると、市議会側から追及されている。

## ガンダムシリーズ富野由悠季監督との連携等

### 富野由悠季監督の小田原ふるさと大使就任
2021年7月、機動戦士ガンダムシリーズ生みの親のである富野由悠季監督が小田原市のふるさと大使に委嘱される。ガンダムの世界的な知名度を観光に生かそうと、地元経済界からの要望もあり富野監督にアプローチ。地元の熱意が伝わり大使就任が実現した。　小田原出身ながら世間的には「小田原嫌い」とされている富野監督だが「大学卒業以来、小田原から逃げていたが、生まれ故郷からよっぽどの限り逃げられない」と郷土愛をにじませた。創作の原点も故郷にあり「ＳＦという全て絵空事の世界観を描く時にも、小田原があった」とも語り、「忘れていたことを思い出すいいきっかけになった。（自分は）小田原に育てられた」と故郷への恩返しを誓った。
守屋と富野由悠季は、同じ小田原市立白山中学校の出身でもある。

### 全国の自治体で初のガンダムマンホールプロジェクト
2021年、バンダイナムコグループガンダムプロジェクト「ガンダムマンホールプロジェクト」では、全国の自治体と協力し、国内活性化と全国の世代を超えたガンダムファンとの絆を表す取り組みとして、ガンダムデザインのオリジナルマンホールの設置を目指すガンダムマンホールプロジェクトを進められた。
小田原市がガンダムの生みの親である富野由悠季の出身地であるといった理由などから、プロジェクトの第1号に選定され、2021年7月に2種類のマンホールの寄贈を受ける。ガンダムマンホールプロジェクトにより寄贈されたマンホールは、『機動戦士ガンダム』に登場するモビルスーツの「ガンダム」と「シャア専用ズゴック」の2種類。ガンダムマンホールの背景は小田原城、シャア専用ズゴックマンホールの背景は小田原漁港にあるちょうちん灯台となっており、どちらのマンホールも他にはない小田原独自のデザインとなっていた。

### ガンダム階段アート
2021年8月より小田原地下街ハルネ小田原内の5か所の階段に、機動戦士ガンダムに登場するモビルスーツと小田原城址公園内の施設や、小田原漁港のちょうちん灯台を一緒にデザインした階段アートが設置された。
設置場所とデザインは、以下の通り
①A2階段　ガンダムと小田原城「天守閣」、②A4階段　ガンダムとザクと小田原城「常盤木門」、③C1階段　ガンダムとザクと小田原城「銅門」、④C2階段　ズゴックと小田原漁港（ちょうちん灯台）、⑤C3階段　ガンダムと小田原城「馬出門」

### 機動戦士ガンダムの小田原市ご当地ナンバープレート交付
2022年1月より、交通安全啓発と小田原市のPRのために、原動機付自転車のご当地ナンバープレートを枚数限定で交付。2021年7月にバンダイナムコグループ「ガンダムマンホールプロジェクト」より寄贈を受けたガンダムマンホールのデザインを踏襲し、ガンダムマンホールプロジェクトの一環として、小田原ふるさと大使に就任された富野由悠季の代表作機動戦士ガンダムに登場するモビルスーツの「ガンダム」が小田原城とともにデザインされたご当地ナンバープレートで、デザインに合わせた交通安全標語が入っている。 

### 富野由悠季監督に小田原市民功労賞受賞
2022年2月、富野由悠季が小田原市の市民功労賞を受賞し、市内で行われた贈呈式に出席。表彰状を守屋から受け取った。富野は「自分の生み出した（ガンダムの主人公のアムロ・レイなどの）キャラクターも出身地は小田原」「今でも自分の作品の原点を探ると小田原の原風景がある。海も山もあり温暖な土地で育ったからこそ、海のものにも山のものにも偏らずニュートラルなキャラクターを生み出すことができ、自分の作品は世界で受け入れられた」と語った。 

### 富野由悠季監督とのトークセッション
2023年4月、TEDxSannomaru実行委員会が小田原三の丸ホールで「TEDxSannomaru（テデックス サンノマル）2023」に先立ち開催された「プレイベント＠Sannomaru（開会式＆特別記念講演）」に守屋、富野、モデルの市川紗椰を招いて「小田原のこれまでとこれから～次の世代に伝えたいこと～」をテーマにトークセッションを開催。戦争や人工知能の発展など時事的な話題に触れながら、小田原の魅力や次世代に伝えたいことを約１時間半語り合った。第２部では、富野監督作品の劇場版「機動戦士ガンダムⅠ」の記念上映が行われた。

### おだわらMIRAIアワード2023授賞式スペシャルプレゼンターとして登壇
2023年12月、神奈川・小田原三の丸ホールで「おだわらMIRAIアワード2023授賞式」が開催され、スペシャルプレゼンターとして富野由悠季が登壇。「おだわらMIRAIアワード」は、小田原市のまちづくりに繋がる優れた取り組みや活動を行った若者を公募・表彰すべく、同市が創設。市域において活動する40歳未満の個人・団体等を対象に応募を受け付けた。授賞式において審査結果が発表され、富野は守屋とともに受賞者や会場の市民に対してエールを送った。

### バナーフラッグ
2024年はガンダムシリーズ放映４５周年という節目の年に当たるため、これを記念し、富野由悠季監督の功績（受賞タイトル：文部科学省「文化功労者」、神奈川県「文化賞」、小田原市「市民功労賞」）を周知するため、受賞タイトルや富野由悠季世界展キービジュアル等のデザインを施したバナーフラッグを小田原駅東口から小田原市観光交流センター及び小田原城址公園までの歩道に設置された。

### 富野由悠季監督個人との連携協定締結
2024年4月、富野由悠季監督と包括連携協定を締結。
連携は主に3分野。若者活躍では人材育成のため、富野監督が作品に込めたメッセージを、若者に言葉として届ける。若者が将来の夢を描き、挑戦できる環境を創出していくことで、「世界が憧れるまち」の実現に向け魅力的なまちづくりを進める。観光振興では、富野監督を輩出した温暖で自然豊かな小田原の認知度を高め、監督作品とのコラボレーションをすることで、振興に寄与する取り組みを推進。文化振興では、国内外に多くのファンを持つ冨野監督の講演や、日本文化として認められたアニメーション映画の上映を小田原から発信することで、監督の原点の小田原から世界へ、世界から小田原へと認知度を向上させる。サンライズやバンダイなどの会社ではなく、個人と結んだことがポイントで、富野監督が指名する第三者の協力を得て、さまざまな事業が展開できるという。
締結式は小田原市役所内の庁議室で開かれ、守屋から冨野監督に協定書が手渡された。締結式の場で富野監督は、「年寄りの立場から青少年に対して伝える言葉があると、常々考えている。そういった場を与えてもらったことは嬉しく、逆に言えば緊張している。生まれ育った小田原の地が好きだという青少年にすすめたい。一度外に出てみること。なぜなら外を知らないと比較論ができないから。自分の住んでいるまちが一番だとは思い込まないように。人生の早いうちに、安い旅でもいいから世界を見てみること（例えば自転車で旅行）。世界旅行を通じて得る知見は大きい。自分自身が外国に行ったのは、ガンダムで成功したあとの40歳代前半だった（遅すぎた）」と話した。
守屋は、「富野監督には大使就任以降何度も小田原へ足を運んでもらい、協定提携するに至って感慨深いと述べた。市民有志が署名活動を展開した結果、富野監督に対する熱いが伝わり、その後押しもあって協定締結が実現した。」と話し、「富野ミュージアム」創設を望む署名活動を展開した「富野由悠季氏の功績を称え世界へ発信する市民の会」に感謝の思いを示した。また、富野監督の功績を後世に伝えていくことは。出身地である小田原が果たすべき役割。連携協定の進展を楽しみにしながら、富野監督の思いを広く伝えられるよう努力していきたいと結んだ。

### 小田原シネマ館式典
2024年3月、小田原駅近くの新施設小田原シネマ館がオープンし、セレモニーが行われ、富野由悠季監督らとともにテープカットを行った。

## 人物・エピソード

### バンダイナムコホールディングスの川口勝社長の表敬訪問
2021年12月、守屋がバンダイナムコホールディングスの川口勝社長を表敬訪問しガンダムプロジェクトとの連携について意見交換を行う。小田原のプラモデルの聖地「ベンケイ」の話になった際は、お互い少年時代に戻ったような感覚で話が弾んだと述べた。

### 神奈川新聞によるトリミング被害
2024年5月、YouTubeチャンネルである「チャンネルくらら」にて、「「神奈川新聞の写真トリミングはスターリンそっくり？！」メディア斬り捨て御免　早稲田大学招聘研究員渡瀬裕哉　国際情勢アナリスト内藤陽介」というタイトルで、神奈川新聞が記事の中に使っている写真で守屋の存在を消すかのようなトリミング編集を施していることが取り上げられる。動画で紹介された写真では、小田原市シネマ館のオープニングセレモニーのテープカットの場にいた守屋から先の部分が不自然な形で切り取られており守屋が見えないようになっていた。その他にも、機動戦士ガンダムシリーズ生みの親のである富野由悠季監督と守屋のツーショット写真もトリミング編集され、守屋がその場にいないような印象を与えるような写真になっていることも紹介された。出演者の早稲田大学招聘研究員渡瀬裕哉は、「神奈川新聞は、やってることがスターリン」と評した。また、神奈川新聞のニュースサイトであるカナロコぼニュースカテゴリの選挙の項目を開くと神奈川新聞による執拗な守屋批判が展開されていることについても解説されている。

### 選挙公約問題（小田原市長選ひとり10万円事件）
2020年の市長選で起こった選挙公約問題。選挙公報に「市民を『守る』コロナ対策　ひとり10万円」と記載し、守屋は当選後、議会には「国の特別定額給付金を迅速に執行するという意味だ」と説明。約190億円の予算が必要とされる市独自の給付金は行うつもりはないと述べた。市独自の給付金と解釈した市民が多くいたため、担当窓口には問い合わせが相次いだ。市民からは「『国』の1文字は入れるべきだ。だましたと言われても仕方ない」などという厳しい声も上がった。同年6月28日、守屋は自身の公式サイトに動画を投稿し「一日も早く国の給付金を届けたいという強い思いだったが、この表現で誤解を招いたことを深く反省している」と釈明した。公約誤認を招いた問題として数多くの全国紙等に報道されるとともに、ソーシャルメディア等でも批判が相次いだ。

### 統一教会との関係
守屋は2022年5月6日付の市公式サイトのコラムで、宗教法人「世界平和統一家庭連合」（旧統一教会）の小田原家庭教会が開いたバザーに約120人が品を提供し、約100人が来場したと説明し、10万円の寄付に「心から感謝申し上げます」と記載した。市は7月20日の取材に対し、掲載を続ける方針を示していたが、旧統一教会の霊感商法問題に取り組む弁護士が「旧統一教会はバザーを信者や献金を集めるきっかけにしている」などと小田原市を批判し、市に批判や疑問の電話が20～22日に15件寄せられ、市は26日までにコラムを削除した。理由について「社会的な影響に鑑みて削除すると市長が判断した」と説明した。
また、神奈川県議時代からの関係性も明らかにされており、宗教法人「世界平和統一家庭連合」（旧統一教会）の関連団体が主催するイベント「PEACE ROAD 2016 in Japan 神奈川・静岡」のYouTube動画に映っていたことなども報道された。

### 選挙ポスター掲示問題
2023年8月30日に、守屋の写真と名前が表示されたポスターが小田原市内の「自民党小田原市第三支部」の掲示板に貼られていることが報道された。公職選挙法では政党活動用を除き、個人の政治活動用ポスターを掲示板などのボードに貼ることを禁じており、違反した場合は罰則（2年以下の禁錮または50万円以下の罰金）が定められている。守屋が代表を務める「自民党小田原市第三支部」は守屋が小田原市長に初当選した2020年5月に解散しているため、公職選挙法の違反状態となっていた。市内在住の男性が8月24日にポスターの法令違反を指摘する陳情を市議会に提出し発覚し、市選管は8月30日、貼られている政治活動用ポスターが「公選法に抵触する恐れがある」と守屋の事務所に指摘。事務所も違法性を認識した上で「ポスター撤去を随時進めている」と説明し、9月4日には市内数百カ所のポスターについて「9月2日までに撤去を完了した」と市選管に文書で報告していた。しかし、その後も市内の一部でポスターが掲示され続け、又はポスターを裏返しするだけで見えないようにした事例も報道された。
2023年10月6日に小田原市が開催した定例記者会見では、守屋は「ポスターの表記に不十分なところがあり、事務所のミスだった」と謝罪したことが報道された。また、解散した自民支部の掲示板では支部名を目隠しして利用していたといい「経年劣化で目隠しが剥がれて支部名が見えるようになってしまった。管理が行き届いていなかった」と釈明した。